# Rattle and Hum
Rattle and Hum – szósty album studyjny grupy U2, wydany 10 października 1988. Album wyprodukował Jimmy Iovine. Płyta nagrywana była na żywo w Temple w Arizonie, Denver w Kolorado i Nowym Jorku, a także w A&M Studios w Los Angeles, Sun Studios w Memphis, STS Studios, The Point Depot i Danesmoat w Dublinie.
Album utrwala ich ciągłe doświadczenia z muzyką amerykańskich korzeni podczas trasy Joshua Tree, dodatkowo zawierające elementy blues rocka, folk rock i muzyki gospel w ich brzmieniu.
Chociaż album miał reprezentować zespół oddający hołd legendom rocka, niektórzy krytycy oskarżyli U2 o próbę umieszczenia na tym albumie współpracy z Bobem Dylanem, B.B. Kingiem i chórem gospel New Voices of Freedom z Harlemu.
Album odniósł komercyjny sukces, osiągając pierwsze miejsce w kilku krajach i sprzedając się w 14 milionach egzemplarzy. Pierwszy singiel z tej płyty „Desire” stał się pierwszą piosenką zespołu, który zajął 1 miejsce na liście przebojów w Wielkiej Brytanii, osiągając jednocześnie trzecie miejsce w USA. W obliczu twórczej stagnacji i krytycznej reakcji na Rattle and Hum, U2 wymyśliło się na nowo w latach 90. poprzez nowy kierunek muzyczny i wizerunek publiczny.

## Lista utworów
1. "Helter Skelter" (na żywo) – 3:07
2. "Van Diemen's Land" – 3:05
3. "Desire" – 2:59
4. "Hawkmoon 269" – 6:22
5. "All Along the Watchtower" (na żywo) – 4:24
6. "I Still Haven't Found What I'm Looking For" (na żywo) (feat. New Voices of Freedom) – 5:53
7. "(Freedom for My People)" – 0:35
8. "Silver and Gold" (na żywo) – 5:49
9. "Pride (In the Name of Love)" (na żywo) – 4:27
10. "Angel of Harlem" – 3:49
11. "Love Rescue Me" – 6:24
12. "When Love Comes to Town" (feat. B.B. King) – 4:15
13. "Heartland" – 5:03
14. "God Part II" – 3:15
15. "(The Star Spangled Banner)" - 0:42
16. "Bullet the Blue Sky" (na żywo) – 5:36
17. "All I Want is You" – 6:30

## Film
27 października i 4 listopada 1988 roku w kinach w Irlandii i USA pojawił się film koncertowy "Rattle and Hum".
Reżyserem filmu był Phil Joanou. Film ten kosztował 5 milionów dolarów.
Film, który początkowo był finansowany przez zespół i miał być wyświetlany w niewielkiej liczbie kin jako film niezależny. Po przekroczeniu budżetu film został kupiony przez Paramount Pictures i wprowadzony do kin w 1988 roku, zanim pojawił się na wideo w 1989 roku.
Zawiera materiał na żywo z nagraniami ze studia i wywiadami z zespołem. Album jest mieszanką materiału na żywo i nowych nagrań studyjnych, które wspierają eksperymenty zespołu z amerykańskimi stylami muzycznymi i rozpoznają wiele z ich muzycznych wpływów.

### Lista utworów
1. "Helter Skelter" (na żywo z McNichols Arena, Denver, Colorado, 8 listopada 1987)
2. "Van Diemen's Land" (nagrane w the Point Depot, Dublin, Ireland, Maj 1988)
3. "Desire" (nagrane w the Point Depot, Dublin, Ireland, Maj 1988)
4. "Exit"/"Gloria" (na żywo z McNichols Arena, Denver, Colorado, 8 listopada 1987)
5. "I Still Haven't Found What I'm Looking For" (próba nagrana w Harlemie, Nowy Jork, wrzesień 1987)
6. "Freedom for My People"
7. "Silver and Gold" (na żywo McNichols Arena, Denver, Colorado, 8 listopada 1987)
8. "Angel of Harlem" (nagrane w Sun Studio, Memphis, Tennessee, 30 listopada 1987)
9. "All Along the Watchtower" (na żywo z Justin Herman Plaza, San Francisco, California, 11 listopada 1987)
10. "In God's Country" (na żywo z McNichols Arena, Denver, Colorado, 8 listopada 1987)
11. "When Love Comes to Town" (próba popołudniowa i wieczorny występ w Tarrant County Convention Center, Fort Worth, Texas, 24 listopada 1987)
12. "Heartland"
13. "Bad"/"Ruby Tuesday"/"Sympathy for the Devil" (na żywo z McNichols Arena, Denver, Colorado, 8 listopada 1987)
14. "Where the Streets Have No Name" (na żywo z Sun Devil Stadium, Tempe, Arizona, 20 grudnia 1987)
15. "MLK" (na żywo z Sun Devil Stadium, Tempe, Arizona, 20 grudnia 1987)
16. "With or Without You" (na żywo z Sun Devil Stadium, Tempe, Arizona, 19 grudnia 1987)
17. "The Star Spangled Banner" (fragment)
18. "Bullet the Blue Sky" (na żywo z Sun Devil Stadium, Tempe, Arizona, 20 grudnia 1987)
19. "Running to Stand Still" (na żywo z Sun Devil Stadium, Tempe, Arizona, 20 grudnia 1987)
20. "Sunday Bloody Sunday" (na żywo z McNichols Arena, Denver, Colorado, 8 listopada 1987)
21. "Pride (In the name of Love)" (na żywo z McNichols Arena, Denver, Colorado, 8 listopada 1987)
22. "All I Want Is You"

## Sprzedaż i pozycje na listach
| Kraj              | Pozycja       | Status     | Sprzedaż   |
| ----------------- | ------------- | ---------- | ---------- |
| Australia         | 1             |            |            |
| Brazylia          |               | Złoto      | 50,000+    |
| Kanada            |               | 7x Platyna | 700,000+   |
| Finlandia         |               | Złoto      | 28,632     |
| Francja           | 34            | Złoto      | 100,000+   |
| Niemcy            |               | Platyna    | 200,000+   |
| Holandia          | 1             | Platyna    | 80,000+    |
| Szwajcaria        | 1 (9 tygodni) | 2x Platyna | 100,000+   |
| Wielka Brytania   | 1             | 4x Platyna | 1,200,000+ |
| Stany Zjednoczone | 1             | 5x Platyna | 5,000,000+ |